# Олбани (Калифорния)
Олбани (англ. Albany) — прибрежный город в округе Аламида в штате Калифорния в Соединённых Штатах Америки.
Согласно результатам переписи населения США, проведённой в 2020 году, число жителей города составляло 20 325 человек, что чуть больше (+ 0,3%), чем было во время предыдущей переписи прошедшей в 2010 году (20 271 человек).

## География
Город Олбани расположен на восточном берегу залива Сан-Франциско.
Согласно данным представленным Бюро переписи населения США, общая площадь города составляет 5,5 квадратных мили (14 км2), из которых 1,8 квадратных мили (4,7 км2) приходится на сушу, а 3,7 квадратных мили (9,6 км2 или 67,28%) занимает водная поверхность.

## История
22 сентября 1908 года поселение было инкорпорировано и включено в реестр штата Калифорния, благодаря чему некорпоративное сообщество Олбани официально получило статус города («Сity of» / «Town of»). 
Своё название поселение получило в честь города Олбани в штате Нью-Йорк — места где родился Фрэнк Робертс, первый мэр города. В то время население города составляло около восьмисот человек.
Олбани один из закатных городов, где покупателям небелого происхождения было почти невозможно приобрести землю и строить жильё в Олбани.
В 1991 году в Олбани Мэтом Фрименом и Тимом Армстронгом (бывшие музыканты Operation Ivy) была создана панк-рок-группа Rancid.